# 浜田真理子
浜田 真理子（はまだ まりこ、1964年9月30日 - ）は、日本のシンガーソングライターである。
島根県松江市出身。島根県立松江南高等学校、島根大学教育学部幼稚園課程卒業。松江市でOLをしながら、東京などで年数回のコンサートを開いている。2008年OL卒業。

## 来歴
実家がスナックで、本人曰く店のジュークボックスを聴きながら育ったという。5歳の時から自宅がある商店街の中の音楽教室に通ってピアノを学ぶ。小学3年生の時に『あなた』を歌う小坂明子を見て、自分で曲を作って演奏して歌うそのスタイルに感動して自らの音楽の道を意識し始める。大学を卒業したら東京に行ってジャズピアニストになると決め、学生時代よりバー、クラブ、ホテルのラウンジでピアノ弾語りの仕事をする。しかし父に店の手伝いを頼まれて帰郷、実家のスナックで働きながら音楽活動を続けるも、その後結婚して娘を出産。子育てをしながら活動を続ける。その後離婚してシングルマザーとなる。
その後、同郷のシンガーソングライター、因幡修次と出会ったことが自らの音楽活動の転機となる。
1998年暮れ、1stアルバム『mariko』をリリース。僅か500枚のプレスが東京の一部のマスコミに取り上げられ完売。2002年に再プレスされ、東京の大型CDショップの試聴器でロング・ヒットする。
2002年、マネージメント事務所兼レーベル美音堂が設立される。6月にシングル『純愛』、10月に2ndアルバム『あなたへ』をリリース。ライブ活動を年間数本のペースで始める。
2003年12月、廣木隆一監督、寺島しのぶ主演映画「ヴァイブレータ」にて2曲使用される。
2004年7月、「情熱大陸」に出演。
2006年11月、4年振りの3rdアルバム『夜も昼も』をリリース。地元島根を舞台にした錦織良成監督映画「うん、何?」（2008年5月公開）にて音楽を担当（テーマ曲『アンダンテ』、挿入曲『風の音』）。また同年7月、雑誌「AERA」の現代の肖像コーナーで5ページにわたり取り上げられた。
2008年11月、世田谷パブリックシアターにて、久世光彦のエッセイ「マイ・ラスト・ソング」を題材にした音楽舞台で小泉今日子（朗読）と共演し、昭和スタンダードを歌う。2008～2009年にかけて、ACキャンペーンCM「国境なき医師団」で書き下ろし曲『ひそやかなうた』が放映される。この頃会社勤務を辞めて音楽活動に専念し始めたがその矢先、娘が結婚してその後出産、孫育てのために東京進出をあきらめる。
2009年3月、NHKドラマスペシャル「白洲次郎」にて『しゃれこうべと大砲』が挿入歌に使用される。12月、4thアルバム『うたかた』をリリース。
2013年7月、5thアルバム『But Beautiful』をリリース。
2017年2月、久保田麻琴全編プロデュース6thアルバム『タウン・ガール・ブルー』リリース。
2018年6月、二作連続となる久保田麻琴全編プロデュース7thアルバム『ネクスト・ティアドロップ』リリース。

## ディスコグラフィー

### アルバム
- mariko （1998年11月）＊1st.アルバム、2002年6月に再発、2018年11月アナログ盤
- あなたへ （2002年10月）＊2nd.アルバム
- mariko live～月の記憶～2002.11.9 at Bunkamura Theatre COCOON （2003年4月）＊2枚組ライブ・アルバム
- Love song （2003年11月）＊ミニ・アルバム
- mariko live ～こころうた～2003.11.21 at GLORIA CHAPEL （2004年3月）＊2枚組ライブ・アルバム
- mariko live ～romance～2004.11.4 at Bunkamura Theatre COCOON （2005年3月）＊2枚組ライブ・アルバム
- 夜も昼も （2006年11月）＊3rd.アルバム
- うたかた （2009年12月）＊4th.アルバム
- あなたの心に （2012年3月）＊カバー・アルバム
- But Beautiful （2013年7月）＊5th.アルバム
- Live. La solitude （2014年5月）＊ライブ・アルバム
- タウン・ガール・ブルー （2017年2月）＊6th.アルバム
- ネクスト・ティアドロップ （2018年6月）＊7th.アルバム
- LOUNGE ROSES-浜田真理子の昭和歌謡 （2018年11月）＊カバー・アルバム
- MARIKO HAMADA LIVE 2017~2019 vol.1 （2019年11月）＊ライブ・アルバム
- MARIKO HAMADA LIVE 2017~2019 vol.2 （2020年2月）＊ライブ・アルバム

### シングル
- 純愛 （2002年6月）
- 聖歌～はじまりの日～ （2002年10月）
- 月の記憶 （2002年）＊ライブ会場・通信販売にて限定販売の7インチEP
- 再会 / さだめ川 （2003年7月）＊ライブ会場と円盤にて限定販売の7インチEP

### DVD
- mariko live ～四十雀～ （2004年12月）

### オムニバス
- so far songs （2000年9月）＊田口史人によるOZdiscのコンピレーション
- カナリア （2005年2月）＊塩田明彦監督作品「カナリア」のオリジナル・サウンドトラック盤、大友良英によるインスト曲、浜田真理子のスタジオ音源を4曲などを収録

### 参加作品
- ONJO 大友良英・ニュー・ジャズ・オーケストラ （2005年4月）＊カヒミ・カリィ、浜田真理子がボーカリストとしてゲスト参加

## ラジオ
- 浜田真理子のご機嫌さんで。（毎週土曜 午前11:00 - 11:55、エフエム山陰、2018年10月6日 - ）
- ヴォイスミツシマ[3] - ゲスト（NHKラジオ第1放送、2023年5月7日,14日）

## 書籍
- 胸の小箱 （2014年11月、本の雑誌社）＊自伝エッセイ

## CM
- 揖保乃糸（2019年4月-）「やっぱり・かえろう」篇ほかの歌唱。音楽担当は大友良英[4][5]。